# Râul Petru Vodă
Râul Petru Vodă este un curs de apă, afluent al Râului Pluton-Dolhești. 

## Hărți
- Harta Parcului Vânători-Neamț